# Abba Eban
Abba Eban (hebraisk: אבא אבן) (født 2. februar 1915 – 17. november 2002) var en israelsk diplomat og politiker.
Eban blev født i Cape Town i Sydafrika med navnet Aubrey Solomon Meir, og flyttede tidligt til England. Han fik sin uddannelse ved St Olave's Grammar School før han studerede klassiske og orientalske sprog ved Queens' College, Cambridge, efterfulgt af arabisk og hebraisk ved Pembroke College fra 1938 til 1939. Ved udbruddet af 2. verdenskrig rejste Eban for at arbejde for Chaim Weizmann ved World Zionist Organization i London fra december 1939. Få måneder senere gik han ind i den britiske hær som efterretningsofficer, og steg senere i graderne til major. 
Eban flyttede tilbage til London for at arbejde i informationsafdelingen til Jewish Agency, og blev senere sendt til New York, hvor FN's generalforsamling var i færd med at behandle "Palæstinaspørgsmålet". I 1947 blev han udnævnt som liaisonofficer til FN's specialkomité om Palæstina, hvor han opnåede at få godkendelse af en deling af Palæstina i en jødisk og en arabisk del. På denne tid ændrede han sit navn til det hebraiske ord "Abba" (far). Eban tilbragte et årti i FN, og fungerede samtidig som landets ambassadør til USA. I 1952 blev han valgt til vicepræsident i FN's generalforsamling.
Eban forlod USA i 1959 og rejste til Israel, hvor han blev indvalgt i Knesset (det israelske parlament) som medlem af Israels arbejderparti. Han var uddannelses- og kulturminister under David Ben-Gurion fra 1960 til 1963, derefter som sekretær for premierminister Levi Eshkol frem til 1966. Gennem hele perioden (1959-1966) var han samtidig præsident for Weizmann-instituttet i Rehovot. 
Fra 1966 til 1974 var Eban Israels udenrigsminister under såvel Levi Eshkol som Golda Meir, blandt andet under seksdageskrigen. Han var alligevel en stærk tilhænger at afgive områderne, som blev okkuperede under krigen for at opnå fred. 
I 1988 mistede han sin plads i Knesset efter intern splittelse i Arbejderpartiet. Resten af sit liv arbejdede han med at skrive og undervise, blandt andet som gæsteforelæser ved Princeton University og Columbia University. I 2001 modtog Eban Israel-prisen, landets højeste æresbevisning. Han døde i 2002 og blev begravet i Kfar Shmaryahu, nord for Tel Aviv.